# عين الدفالي
عين الدفالي هي قرية ريفية في إقليم سيدي قاسم ضمن جهة الرباط سلا القنيطرة بالغرب المغربي. كان مجموع عدد سكان جماعة عين الدفالي 24.521 نسمة.(تعداد السكان الرسمي 2004)،
تنتمي جماعة عين الدفالي إقليم سيدي قاسم، فهي توجد على مساحة تقدر بـ234 كلم2 حيث تندرج في الإطار الطبيعي للغرب من جهة ومقدمة جبال الريف من جهة أخرى، يحدها شمالا جماعة بني وال، وفي الجنوب نجد جماعة المرابيح، بينما في الغرب نجد جماعة سيدي عزوز، وشرقا تحدها جماعة سيدي رضوان(إقليم وزان)، وفي الشمال الشرقي نجد جماعة بني كلة، وفي الجنوب الشرقي نجد جماعة ولاد نوال.
إن للعوامل الطبيعية دور كبير في ازدهار أو ركود منطقة ما، كما أنها تعتبر العامل الحاسم في استقرار أو عدم استقرار الإنسان.

## الخصائص الطبوغرافية
تتوفر جماعة عين الدفالي على موضع جد هام يميزها عن الجماعات الأخرى، ونعني بمصطلح الموضع الإطار الطبيعي المباشر الذي تقوم عنده الجماعة، وهو يجمع بالأساس العنصر الطبوغرافي (دون إغفال طبعا المستوى الارتفاعي) وعنصر المياه. هذا ويمكن اعتبار بعض الجوانب الطبيعية الأخرى كالنباتات والقاعدة الصخرية والمناخ من العناصر التي تدخل في تشكيل الموضع
وعليه فإن للمؤهلات الطبيعية تتجلى في التضاريس المتنوعة التي يطغى عليها الانبساط كلما اتجهنا جنوبا وغربا ما عدا بعض الارتفاعات المتوسطة في شمال الجماعة وشرقها.
وعلى هذا الأساس فجماعة عين الدفالي تتميز بموضع جيد، بحيث لا نجد أي حاجز طبوغرافي كبير جدا يؤثر على تطور الجماعة، فمعظم أراضيها منبسطة وخاصة المناطق المجاورة للمركز، وتستغل كلها في مجال الفلاحة.
فمن الناحية الطبوغرافية فإن الوحدة التضاريسية التي تكون الجماعة، يغلب عليها طابع الانبساط كما سبق الإشارة لذلك، حيث نجد هناك تلاثة وحدات تضاريسية مكونة للمنطقة والتي تتمثل في : منطقة جبلية تنتشر في الجهة الشرقية للمنطقة، حيث تصل الارتفاعات بها إلى 462 م في جبل البكاري و 414 م بجبل بنزيد عوف، فاراضي هده الوحدة كلها غير صالحة لزراعة، ثم نجد منطقة تلية تنتشر في الجهة الغربية للمنطقة، اراضي هده الوحدة بورية حيث تعتمد فقط على مياه الأمطار، وفي الأخير نجد اراضي منبسطة تنتشر بالوسط أي على جوانب واد رضات الدي يعتبر المورد الوحيد للمنطقة ككل، فداخل المركز نجد الأراضي منبسطة حيث نجد 98 م كأدنى نقطة، لكن هذه المستويات تبدأ في الارتفاع كلما اتجهنا نحو الشمال صوب مدينة وزان حيث تظهر نتوءات وتفاصيل صخرية بعد إزالة غطائها، وقد ساهم الجريان السطحي في تجزئة هذا القسم بالإضافة إلى عوامل التترب، ولكن لابد من الإشارة على أن الإنسان دائما هو المترجم لهذه التغيرات

## دواوير الجماعة
- دوار جديد
- دواراسليم
- القرانص
- العميرات
- بني سنانة
- الخبزين
- العوالة السيد
- العوالة عين صدين
- عين صفيصف
- الحجاجمة
- سويسات
- الفساحيين
- عوف
- حريدات
- الفاضلية (التعاونية)
- اجعاونة
- الريبة (اولاد بوعامر)
- اشلوح
- السلاهمة
- الساهلة
- الدريوشات
- بوعجولات
- بني شالة
- الشاوية بورياتل
- اضعاف حفيرة
- اضعاف اولاد علي
- السوحات
- الحريشة
- اولاد سالم
- العويفات
- اعمامة
- جرامنة
- اولاد بن يفو
- اولاد بوطيب (الجويمع)
- اولاد محيو
- عين اصفيصف
- ركادة
- الزواويين
- اظهر خراز
- الهجافنة رضات
- الهجافنة بوكدور
- الحصبة
- عين الكبير
- الحراحرة
- بني زيد عوف
- اولاد كثير
- اولاد بوشريحة
- اولاد نوال
- اولاد عروب
- اولاد كايد
- اولاد بوبكر
- اسليم
- عين الشامية
- الشاوية البئر
- الشاوية الرمل
- بوركيز
- المعاضيذ
- المرابيح
- الموالدة
- اكلاعة
- اقراوشة
- الفساحيين
- بوقويرات
- عين القطن
- ة